# Bernardo Moreira
Bernardo Moreira (Coimbra, junho de 1932 – Lisboa, 3 de novembro de 2022), conhecido como Binau, foi um contrabaixista português. É considerado uma das figuras que implementaram e desenvolveram o jazz em Portugal.

## Biografia
Nascido em Coimbra em junho de 1932, Bernardo Moreira foi engenheiro civil de formação, mas sempre esteve associado ao jazz. Esteve ligado ao Hot Clube de Portugal desde a sua fundação, no final dos anos 40. Integrou o Quarteto do Hot Clube, juntamente com o baterista Manuel Jorge Veloso, o saxofonista Jean-Pierre Gebler e o pianista Justiniano Canelhas. O quarteto foi fundado entre 1956 e 1957, e institucionalizado em 1963 para ir tocar ao Festival de Comblain-la-Tour, na Bélgica.
Foi professor de história do jazz na escola do Hot Clube desde 1987 e presidente da direção do clube desde 1992 até 2009.
Foi um dos júris de seleção no Festival RTP da Canção 1984, juntamente com Raúl Calado, José Luís Tinoco, Duarte Ramos, Jaime Fernandes, José Calvário e Alexandre O'Neill. Yvette Centeno, sua esposa, foi um dos 18 júris que votaram nas canções selecionadas.
Em 2008, quando o Hot Clube fez 60 anos, Bernardo Moreira revelou que tinha o desejo de criar uma Casa do Jazz, com o espólio de Luiz Villas-Boas.
Em 2014, participou no disco "Just In Time" de Paula Oliveira, juntamente com Manuel Jorge Veloso e o pianista António José de Barros Veloso.
Faleceu a 3 de novembro de 2022, aos 90 anos, na sua casa em Lisboa.
Bernardo Moreira era casado com a escritora Yvette Centeno e teve 4 filhos, todos ligados ao jazz: Pedro Moreira, Bernardo Moreira, João Moreira e Miguel Moreira.